# 交響曲第2番 (ピストン)
交響曲第2番は、ウォルター・ピストンが1943年に作曲した交響曲。演奏時間は約26分。

## 作曲の経緯
1943年にコロンビア大学のアリス・ディットソン基金の委嘱により作曲されたもので、翌1944年3月5日にハンス・キンドラー指揮ワシントン・ナショナル交響楽団により初演された。その後1945年3月12日にニューヨークで開催された、コロンビア大学主宰による「第1回アメリカ音楽年間祝典」にてハワード・ハンソン指揮NBC交響楽団により同地初演が行われ、後日行われたゲンナジー・ロジェストヴェンスキー指揮ニューヨーク・フィルハーモニックによる演奏ではニューヨーク音楽批評家賞を受賞した。ヴァージル・トムソンは「完全無欠な出来栄え」と評する一方、「充実度が希薄」と 否定的な意見も述べている。

## 楽器編成
ピッコロ、フルート2、オーボエ2、オーボエ2、ファゴット3、イングリッシュホルン、クラリネット2、バスクラリネット、ファゴット2、コントラファゴット、ホルン4、チェレスタ、トランペット3、トロンボーン3、チューバ、ティンパニ、打楽器、弦五部

## 楽曲構成
第1楽章 Moerato 6/4拍子
全楽章を通して用いられるヴィオラとチェロによるパッサカリア風の旋律で開始された後、バスクラリネット、ファゴット、コントラバスによる旋律が提示される。やがて下降楽句と上昇楽句で構成された経過句により、第2主題への橋渡しがなされ、直後に木管と打楽器を伴いオーボエが愛らしい主題を奏する。この主題は発展、全奏による反復を経て展開部に移行する。やがてトランペットによる第2主題が奏された後、チェロとコントラバスが第1主題を晩歌的に響かせる。コーダではこの主題が金管楽器によるカノンに再利用され、バスクラリネットとチェロの旋律で曲を閉じる。
第2楽章 Adagio 8/8拍子
ファゴットによる旋律と、それを包含するクラリネットによるアメリカ民謡風の旋律で構成されている。2回目のクライマックスでは木管とヴァイオリンを伴い、チェロとコントラバスがアメリカ民謡風の主題を発展させ、不協和音的なクライマックスを形成する。
第3楽章 Allegro
ヴァイオリンの反復音を伴い、チェロとホルンに北欧的な主題が現れる。その後反復を経てクラリネットとファゴットが行進曲風の第2主題を奏する。やがて木管の分散和音が、ヴィオラによる第1主題回帰まで絡まれ続ける。その後弦の下降音で再現部が締めくくられ、イングリッシュホルンとクラリネットが歌謡的な主題を提示する。やがてヴァイオリンの上昇音を伴い、トランペットが第1主題を再現する。しばらくして金管楽器が不協和音を奏し、直後に第1主題が再現される。コーダでは第1主題が完全五度の形で現れ、幕を閉じる。